# Партизански отряд „Ламята“
Партизански отряд „Ламята“ е подразделение на Шеста Ямболска въстаническа оперативна зона на НОВА по време на комунистическото партизанско движение в България (1941-1944).
Създаден е през юни 1943 година. Районът на действие на отряда е Ямболско и Елховско, източно от р. Тунджа, югозападната част на Карнобатско и западната част на Средецко. Част от партизаните на отряда участват в изграждането на първа и втора карнобатски чети.